# Lash La Rue
Lash La Rue (14 de junio de 1917-21 de mayo de 1996) fue un actor estadounidense conocido por sus papeles en películas western de bajo presupuesto. 

## Biografía
Su verdadero nombre era Alfred LaRue, y nació en Gretna, Luisiana. De sangre Cajún, se crio en varias poblaciones de Luisiana pero en su adolescencia la familia se trasladó a Los Ángeles, California, donde ingresó en la St. John's Military Academy.
Empezó a trabajar en el cine en 1944 con el nombre de Al La Rue, actuando en dos musicales y en un serial antes de conseguir un papel en un western, el cual le convirtió virtualmente en un cowboy el resto de su carrera. Se le dio el apodo de Lash a causa del látigo de 18 pies que usaba para mantener a raya a los villanos. La popularidad de su primer papel, Cheyenne Kid, compañero del cowboy cantante Eddie Dean, gracias en buena parte al experto uso del látigo, le abrió las puertas para trabajar en su propia serie de películas western. Tras actuar en tres películas cantadas de Eddie Dean en 1945/46, protagonizó estrafalarios western de serie B entre 1947 y 1951, al principio para el estudio PRC, y posteriormente para el productor Ron Ormond. La Rue desarrolló su imagen como héroe cowboy vistiendo de negro y heredando de Buster Crabbe un compinche cómico al estilo del "Fuzzy Q. Jones" representado por el gran Al St. John. 
La Rue era diferente del usual héroe cowboy de la época; vestía de negro, hablaba con un acento de chico de ciudad, de alguna manera similar al de Humphrey Bogart, a quien se parecía. Su uso del látigo, sin embargo, fue lo que le diferenciaba de las grandes estrellas cowboy como Gene Autry y Roy Rogers. Su influencia se hizo notar entre los western de serie B; por ejemplo, tenía un imitador, Whip Wilson, quien protagonizó una serie propia de breve duración, e incluso Roy Rogers empezó a usar el látigo en algunas de las películas de Republic Studios de la época. 
La Rue también tuvo frecuentes apariciones personales en salas de cine de pequeñas ciudades que exhibían sus películas en los años 1948-1951. Sus hábiles exhibiciones de manejo del látigo, hechas en directo en las salas, convencían a los jóvenes admiradores de que al menos un héroe del western era capaz de hacer en la vida real las mismas cosas que en la pantalla.
Los cómics Lash La Rue Western se publicaron por Fawcett Comics y posteriormente por Charlton Comics entre 1949 y 1961. Estuvieron entre los cómics de tema western más populares de la época, editándose más de 100 números.
En los últimos años cincuenta, actuó en varios episodios de las series de televisión 26 Men y Judge Roy Bean. Así mismo tuvo un papel fijo como el Sheriff Johnny Behan en The Life and Legend of Wyatt Earp. Sin embargo, tras décadas de popularidad, el interés por los western disminuyó y La Rue se vio forzado a vivir de actuaciones en convenciones de aficionados al género y, a veces, como predicador en el circuito de rodeo y música country. Arrepentido del papel de villano en un western pornográfico, Hard on the Trail, fue misionero diez años. La película se estrenó sin las escenas pornográficas y retritulada Hard Trail. Al final de su carrera, actuó en dos películas de terror de bajo presupuesto, Alien Outlaw y The Dark Power. 
La Rue instruyó a Harrison Ford en el manejo del látigo para las películas de Indiana Jones.
Además, La Rue volvía a menudo a su nativa Luisiana, donde era un habitual de las jam sessions en el Dew Drop Inn de Nueva Orleans.
Estuvo casado con Reno Browne, con Barbra Fuller y con Marion Carney. La Rue falleció en Burbank, California, a causa de un enfisema, y se cree que está enterrado en el Cementerio Forest Lawn Memorial Park de Glendale, California.